# Top Model. Zostań modelką (mùa 1)
Mùa đầu tiên của Top Model. Zostań modelką được dựa trên America's Next Top Model của Tyra Banks, nơi các thí sinh sẽ thi đấu với nhau trong một loạt các cuộc thi để xác định ai sẽ giành được danh hiệu Polish Top Model.
Cuộc thi được host bởi người mẫu Joanna Krupa, cũng là giám khảo chính cùng với nhà thiết kế thời trang Dawid Woliński, nhà báo Karolina Korwin-Piotrowska và nhiếp ảnh gia Marcin Tyszka. Các người mẫu hàng đầu quốc tế như Anja Rubik và Magda Mielcarz sẽ dẫn dắt các thí sinh trong nhiều tập phim.
Điểm đến quốc tế của mùa này là Milan dành cho top 5.
Người chiến thắng cuộc thi là Paulina Papierska, 19 tuổi đến từ Zbąszynek. Cô giành được: 1 hợp đồng người mẫu với Next Model Management trong 3 năm trị giá 200.000$, lên ảnh bìa tạp chí Glamour và 1 hợp đồng quảng cáo cho Max Factor.

## Các thí sinh
(Tuổi tính từ ngày dự thi)
| Thí sinh          | Tuổi | Chiều cao              | Quê quán                | Bị loại ở | Hạng               |
| ----------------- | ---- | ---------------------- | ----------------------- | --------- | ------------------ |
| Zuza Walkowiak    | 18   | 1,74 m (5 ft 8+1⁄2 in) | Poznań                  | Tập 4     | 14                 |
| Sonia Wesołowska  | 18   | 1,75 m (5 ft 9 in)     | Elbląg                  | Tập 5     | 13                 |
| Paulina Pszech    | 19   | 1,76 m (5 ft 9+1⁄2 in) | Lublin                  | Tập 6     | 12                 |
| Nicole Rosłoniec  | 19   | 1,76 m (5 ft 9+1⁄2 in) | Grudziądz               | Tập 7     | 11 (dừng cuộc thi) |
| Pamela Jedziniak  | 17   | 1,78 m (5 ft 10 in)    | Gdynia                  | Tập 7     | 10                 |
| Marta Szulawiak   | 25   | 1,70 m (5 ft 7 in)     | Warsaw                  | Tập 8     | 9                  |
| Emilia Pietras    | 23   | 1,73 m (5 ft 8 in)     | Warsaw                  | Tập 9     | 8                  |
| Magda Swat        | 19   | 1,72 m (5 ft 7+1⁄2 in) | Ostrowiec Świętokrzyski | Tập 10    | 7                  |
| Beata Szarłowska  | 25   | 1,85 m (6 ft 1 in)     | Gdańsk                  | Tập 11    | 6                  |
| Weronika Lewicka  | 18   | 1,83 m (6 ft 0 in)     | Przysłuchy              | Tập 12    | 5                  |
| Kasia Smolińska   | 18   | 1,77 m (5 ft 9+1⁄2 in) | Kraków                  | Tập 12    | 4                  |
| Ania Piszczałka   | 19   | 1,78 m (5 ft 10 in)    | Gradówek                | Tập 13    | 3                  |
| Ola Kuligowska    | 20   | 1,72 m (5 ft 7+1⁄2 in) | Wrocław                 | Tập 13    | 2                  |
| Paulina Papierska | 19   | 1,72 m (5 ft 7+1⁄2 in) | Zbąszynek               | Tập 13    | 1                  |

## Thứ tự gọi tên
| Thứ tự | Tập         | Tập         | Tập         | Tập         | Tập         | Tập         | Tập         | Tập         | Tập         | Tập         | Tập         | Tập         | Tập | Tập |
| Thứ tự | 3           | 4           | 5           | 6           | 7           | 8           | 9           | 10          | 11          | 12          | 13          | 13          |     |     |
| ------ | ----------- | ----------- | ----------- | ----------- | ----------- | ----------- | ----------- | ----------- | ----------- | ----------- | ----------- | ----------- | --- | --- |
| 1      | Weronika    | Beata       | Ola         | Kasia       | Ania        | Ola         | Paulina Pa. | Weronika    | Kasia       | Ola         | Ola         | Paulina Pa. |     |     |
| 2      | Pamela      | Sonia       | Beata       | Ania        | Emilia      | Paulina Pa. | Ania        | Ola         | Ola         | Ania        | Paulina Pa. | Ola         |     |     |
| 3      | Emilia      | Nicole      | Nicole      | Ola         | Paulina Pa. | Emilia      | Ola         | Beata       | Ania        | Paulina Pa. | Ania        |             |     |     |
| 4      | Sonia       | Paulina Ps. | Paulina Pa. | Nicole      | Marta       | Beata       | Beata       | Kasia       | Paulina Pa. | Kasia       |             |             |     |     |
| 5      | Marta       | Kasia       | Kasia       | Marta       | Weronika    | Magda       | Magda       | Ania        | Weronika    | Weronika    |             |             |     |     |
| 6      | Paulina Pa. | Weronika    | Paulina Ps. | Paulina Pa. | Beata       | Kasia       | Kasia       | Paulina Pa. | Beata       |             |             |             |     |     |
| 7      | Ola         | Ola         | Marta       | Beata       | Kasia       | Ania        | Weronika    | Magda       |             |             |             |             |     |     |
| 8      | Nicole      | Emilia      | Weronika    | Weronika    | Ola         | Weronika    | Emilia      |             |             |             |             |             |     |     |
| 9      | Paulina Ps. | Paulina Pa. | Ania        | Emilia      | Pamela      | Marta       |             |             |             |             |             |             |     |     |
| 10     | Ania        | Pamela      | Emilia      | Pamela      | Nicole      |             |             |             |             |             |             |             |     |     |
| 11     | Beata       | Ania        | Pamela      | Paulina Ps. |             |             |             |             |             |             |             |             |     |     |
| 12     | Kasia       | Marta       | Sonia       |             |             |             |             |             |             |             |             |             |     |     |
| 13     | Zuza        | Zuza        |             |             |             |             |             |             |             |             |             |             |     |     |

     Thí sinh bị loại
     Thí sinh dừng cuộc thi
     Thí sinh bị loại trước phòng đánh giá
     Thí sinh chiến thắng cuộc thi
- Các tập 1, 2 và 3 là tập casting. Trong tập 3, 50 thí sinh bán kết được giảm xuống còn 13 người đã chuyển sang cuộc thi chính.
- Trong tập 4, Sonia phải được đưa đến bệnh viện. Khi Beata được gọi về phía trước để nhận được bức ảnh của mình, Joanna đưa hình ảnh của cô ấy cho Sonia.
- Trong tập 7, Nicole phải dừng cuộc thi vì bị chấn thương đầu gối sau buổi chụp ảnh. Cô đã được thay thế bởi Magda, người đã bị loại trong vòng bán kết ở tập tiếp theo.
- Trong tập 12, Weronika bị loại vì có phần thể hiện ít ấn tượng nhất tại các buổi casting cho Milan Fasshion Week.

### Buổi chụp hình
- Tập 3: Quân đội chiến đấu theo nhóm (casting)
- Tập 4: Ảnh chân dung vẻ đẹp với côn trùng
- Tập 5: Xì xầm chuyện chính khách
- Tập 6: Ảnh trắng đen khỏa thân với phụ kiện
- Tập 7: Hoán đổi giới tính với drag queen
- Tập 8: Ảnh chân dung khỏa thân với trang sức
- Tập 9: Diễn lại những cảnh phim nổi tiếng
- Tập 10: Cuộc hẹn hò quyến rũ với người mẫu nam
- Tập 11: Quảng cáo cho dầu gội Pantene
- Tập 12: Trên đường phố Milan với người mẫu nam
- Tập 13: Ảnh bìa tạp chí Glamour; Quảng cáo cho Max Factor; Tạo dáng dưới nước; Ảnh quảng cáo cho Blend-a-med